# Ptinus raptor
Ptinus raptor är en skalbaggsart som beskrevs av Sturm 1837. Ptinus raptor ingår i släktet Ptinus och familjen Ptinidae. Arten är reproducerande i Sverige. Inga underarter finns listade i Catalogue of Life.